# Puerta de Brandeburgo (Kaliningrado)
La Puerta de Brandeburgo (en ruso:  Бранденбургские ворота antes en alemán: Brandenburger Tor) es una de los siete puertas supervivientes de la ciudad de Kaliningrado, la antigua ciudad alemana de Königsberg. La puerta se encuentra en la calle Bagration y es la única puerta de Kaliningrado todavía en uso para su fin previsto.
La Puerta de Brandemburgo fue construida en la parte suroccidental de Königsberg en 1657, con el fortalecimiento de las murallas de la ciudad, en la intersección con la carretera que conduce al castillo de Brandemburgo (ahora el pueblo de Ushakovo). Debido a la falta de fondos se erigió una simple puerta de madera. Algunos siglos más tarde la puerta fue derribada y sustituida por una estructura de ladrillo por orden del rey Federico II de Prusia. Durante los trabajos de restauración en 1843 la puerta fue alterada y decorada con frontones puntiagudos decorativos, piedra arenisca de color cruciforme, hojas estilizadas en la parte superior, escudos y medallones de manera significativa. Posee esculturas del Mariscal de Campo Hermann von Boyen (1771-1848), un ministro de la Guerra y reformador del ejército prusiano, y el teniente general Ernst von Aster (1778-1855), jefe del cuerpo de ingenieros, y uno de los iniciadores de la segunda el fortalecimiento de las murallas de la ciudad.
La Puerta de Brandeburgo es la única puerta de las todavía existentes de Kaliningrado que realiza su función de transporte original. La estructura ha sido restaurada y está protegida por el estado ruso como un monumento arquitectónico.